# Híres marosvásárhelyiek listája
Olyan polgárok, akik valamilyen kapcsolatban álltak Marosvásárhellyel és dicsőséget, hírnevet szereztek a városnak.

## Itt született
- Adorjáni Zsuzsa színésznő 1960. augusztus 13-án.
- Barabás Gyula író, újságíró 1894. október 5-én
- Bartis Attila
- Bessenyei Gedő István teatrológus, dramaturg, a Szatmárnémeti Északi Színház Harag György Társulatának igazgatója, 1986 november 6-án.
- Béres Attila rendező, a Miskolci Nemzeti Színház igazgatója, a Budapesti Operettszínház főrendezője, 1971 március 3-án.
- Biró Rozália 1965. május 13-án. Erdélyi magyar politikus, Nagyvárad alpolgármestere
- Borbáth Ottília romániai magyar színésznő 1946. november 26-án
- Bortnyik Sándor festőművész 1893. július 3-án
- Bothos Gyula magyar jogász, közigazgatási bíró, felsőházi tag (1873-ban)
- Bölöni László labdarúgó
- Dávid Júlia festőművész 1961. december 31-én
- Deák Farkas
- Dudás József 56-os felkelőparancsnok, a forradalom mártírja 1912. szeptember 22-én
- Erdélyi Sz. Gusztáv az Amerikai Nemzetőr szerkesztője 1852-ben
- Ferenczy József festőművész
- Fritz Mihály szobrász és éremművész
- Hazai Kálmán olimpiai bajnok vízilabdázó 1913-ban
- Hégető Honorka televíziós riporter 1971-ben
- Hints Elek orvos, kórházigazgató 1861-ben
- Hints Elek orvos, orvostörténész 1893-ban
- Hints Zoltán gyógyszerész (1871–1935)
- Jakab Lajos színész, rendező, színiigazgató
- Kádár János újságíró, szerkesztő 1908-ban
- Kalkovits Gyula író, újságíró, szerkesztő. (1891. augusztus 2. – 1968. augusztus 30.)
- Kelemen Lajos történész 1877-ben
- Keresztes Ildikó énekesnő, színésznő 1964. augusztus 8-án
- Kiss Árpád kémikus 1911. december 1-jén
- Kiss Benke György újságíró, lapszerkesztő 1927. október 23-án
- Kiss Csaba Jászai Mari-díjas és József Attila-díjas magyar rendező, drámaíró, színházigazgató, egyetemi tanár, 2012 és 2015 között a Miskolci Nemzeti Színház igazgatója, 1960 augusztus 31-én.
- Kolozsváry Zoltán gépészmérnök, feltaláló (1937. április 28-án)
- Kovács Levente rendező, rendező- és színészpedagógus, egyetemi professzor, a Marosvásárhelyi Nemzeti Színház Tompa Miklós Társulatának volt igazgatója, a Marosvásárhelyi Művészeti Egyetem volt dékánja, 1940. július 27-én.
- Krón Ernő naptárkiadó, szerkesztő (1884. augusztus 16-án és itt hunyt el 1983. február 4-én)
- Kulcsár-Székely Attila színész 1972. július 8-án
- Lázár László eredetileg Lázár Jakab újságíró, kritikus 1936. július 30-án
- Makkai Gergely meteorológus, informatikus 1952. április 7-én
- Marosszéki Tamás színész (1987. augusztus 22.)
- Máthé Enikő kémikus, kémiai szakíró (1939. október 1.)
- Medgyes Lajos költő 1817. november 17-én
- Medgyesi Emese író 1961. július 29-én
- Mentovich Ferenc író, természettudós 1819-ben
- Mester Zsolt orvos, orvosi szakíró, regényíró 1929. május 3-án
- Mikó István vadászati szakíró 1929. július 9-én
- Mirk László újságíró 1944. szeptember 23-án
- Módy Jenő orvos, egyetemi oktató 1927. május 22-én
- Molnár József grafikus, plakáttervező 1907. május 16-án
- Molnár H. Lajos író, közíró 1946. május 16-án
- Morvay Pál református lelkész, egyházi és néprajzi író 1914. február 12-én
- Mühlfay László orvos, fül-orr-gégész, szakíró, egyetemi tanár (1923. április 20.)
- Nagy-Bodó Tibor újságíró, néprajzkutató 1968. szeptember 20-án
- Nagy-György Attila római katolikus egyházi író 1969. augusztus 11-én
- Nagy Lajos jogtudós, bibliográfus 1911-ben
- Nagy Zsolt volt román távközlési miniszter 1971-ben
- Nemes László kémikus 1931-ben
- Nemes Zoltán újságíró 1922-ben
- Oltyán László író , újságíró 1935-ben
- Orbán György zeneszerző 1947-ben
- Orbók Áron színész 1985-ben
- Osváth Károly gyógyszerész, gyógyszerészeti szakíró 1884-ben
- Petelei István író, újságíró 1852-ben
- Rajhona Ádám magyar színész, 1943. december 4-én
- Sagyebó Ferenc gépészmérnök, egyetemi oktató, műszaki író 1922-ben
- Sándor Mária magyar nyelvész 1957-ben
- Schnedarek Ervin Béla filmművész 1920. január 21-én
- Sebesi Jób költő 1860-ban
- Sikó Barabási Sándor állatorvos, állattenyésztési szakíró (1956. július 19-én)
- Simon Károly pedagógus, gyógypedagógus, pszichológus 1913-ban
- Simon-Székely Attila pszichológus 1959-ben
- Sipos Emese gyógyszerészeti kutató, egyetemi oktató 1966. január 24-én
- Soós Pál kémiai szakíró, egyetemi oktató 1920. március 9-én, itt is alkotott és hunyt el 1996. június 20-án
- Sóvágó Margit sportújságíró 1924. július 7-én
- Szabó Endre radiológus 1927. július 20-án
- Szabó Jenő újságíró, színpadi író 1891. január 29-én
- Szakács Sándor geológus, geológiai szakíró 1950. november 22-én
- Szathmári Margit színésznő 1905. szeptember 13-án
- Szánthó Éva gyógyszerész, gyógyszerészeti szakíró, főiskolai oktató 1928. július 5-én
- Szappanyos Gabriella író, újságíró 1899-ben
- Székely Csaba író, drámaíró 1981. július 31-én
- Székely Melinda Gyöngyi fogorvos, orvosi szakíró, egyetemi tanár 1962-ben
- Szőcs Géza költő, politikus 1953. augusztus 21-én
- Szőts Dániel orvos, orvosi szakíró, közéleti író 1925. január 31-én
- Szigeti Attila filozófus (1973. június 23-án)
- Szurkos Árpád kémikus (1932. április 29-én)
- Tamás Klára grafikus (1946. augusztus 20-án)
- Tavaszi Hajnal művelődéstörténész (1956. szeptember 1-jén)
- Tisza Kata író 1980. augusztus 30-án
- Tolvaly Ferenc író, filmrendező 1957. április 12-én
- Tompa Gábor rendező, színészpedagógus, egyetemi tanár, költő, érdemes művész, a Kolozsvári Állami Magyar Színház igazgatója és főrendezője, 1957 augusztus 8-án
- Tóth István grafikus, festő (1892. május 29-én)
- Tóth Sándor József fizikus, fizikai szakíró (1931. augusztus 29-én)
- Tóthfalusi József református lelkész, egyházi író itt született, alkotott és itt hunyt el. (1869. október 21. – 1940. június 15.)
- Tőkés Béla kémikus 1936. november 29-én
- Trózner József zeneszerző 1904. augusztus 4-én
- Trózner Lajos irodalomtörténész 1867. szeptember 11-én, itt élt és itt is hunyt el 1944. október 20-án
- Turnowsky Sándor újságíró, jogi- és szociográfiai szakíró itt született és hunyt el (1889-1958)
- Ungvári-Zrínyi Ildikó színháztudományi szakíró, egyetemi oktató (1959. június 20-án)
- Vályi Gyula matematikus (1855. január 25-én)
- Váradi József tanár, tankönyvszerkesztő (1950. október 11-én)
- Varró Ilona író, újságíró, szerkesztő (1933. november 6. – 1993. január 16.)
- Veres Emese Gyöngyvér néprajzi szakíró, újságíró (1966. május 8.)
- Veress Pál munkásemlékíró, politikus (1906. június 22.)
- Visky András drámaíró, dramaturg, színházi teoretikus, egyetemi tanár, a Kolozsvári Állami Magyar Színház művészeti aligazgatója és vezető dramaturgja, 1957 április 13-án
- Zalányi Tibor gazdamérnök, mezőgazdasági szakíró (1911. január 22-én)
- Zepeczaner Jenő történész, muzeológus (1946. december 11-én)
- Zeyk Domokos honvédszázados szabadsághős 1816-ban
- Ziegler Károly orvos, orvosi szakíró, prózaíró, fordító (1872. december 25-én)
- Zonda Attila (1950-1997) közíró, politikus, médiaszemélyiség.
- Zrínyi Endre (1927-1997) muzeológus, régész.
- Zsigmond Enikő (1944. július 21-én) geológus, földrajzi, turisztikai szakíró.

## Itt hunyt el
- 1786-ban Kapronczai Nyerges Ádám nyomdász, betűmetsző
- 1817-ben Aranka György, tudományszervező, író, költő
- 1854-ben Gálffy Mihály ügyvéd, Horváth Károly földbirtokos, Török János tanár, Benedek Dániel és Bertalan László, valamennyien székely mártírok
- 1856-ban Bolyai Farkas matematikus
- 1860-ban Bolyai János matematikus
- 1971-ben Kemény János író és mecénás
- 1980-ban Madaras Gábor népdalénekes, jogász
- 1992-ben Székely János erdélyi magyar író, költő

### Itt nyugszik
- Antal János (1767–1854), református püspök
- Dr. Antalffy Endre (1877–1958), orientalista
- Bortnyik Irén (1919–1993), festőművész
- Bedőházi János (1853–1915) tanár, író, Bolyai Farkas és Bolyai János első életrajzírója
- Dr. Bernády György (1864–1938), Marosvásárhely volt polgármestere
- Dr. Bodolla Ferenc (1868–1943), ügyvéd
- Bolyai Farkas (1778–1856) és Bolyai János (1802–1860), matematikusok
- Borsos Tamás (1566–1634), a város főbírája, Bethlen Gábor kétszeres konstantinápolyi nagykövete.
- Csiha Kálmán az Erdélyi református egyházkerület negyvennegyedik püspöke
- Koós Ferenc (1869–1930)
- Kovács Áron (1823–1873), 1848–49-es honvéd főhadnagy, református lelkész
- Kulcsár Béla (1929–1976), szobrász
- Molnár Sámuel (1787–1833), teológiai professzor
- Molnár H. Lajos (1946–2016), író, újságíró, pszichológus
- Molter Károly (1890–1981), író és a református kollégium tanára
- Nyilka Róbert (1932–1972), festőművész
- Oltyán László (1935–1990) író, újságíró
- id. Petry Zsigmond (1853–1932)
- ifj. Petry Zsigmond (1853–1932)
- Sütő András író
- Zágoni Bodola Sámuel (1790–1866), református püspök
- Zoltán Aladár (1829–1978), zeneszerző

## További híres marosvásárhelyi polgárok
- Antal János
- Apor Péter
- Aranka György
- Baranyai Decsi János (Baranyai Décsi Czimor János)
- Benkő József
- Bodor Péter
- Borsos Tamás
- Gecse Dániel
- Kákonyi Csilla festőművész
- Köteles Sámuel (1770–1831) filozófus
- Markó Béla
- Meister Éva színművésznő (Gálffy Mihály vértanú leszármazottja)
- Teleki Sámuel kancellár, a marosvásárhelyi Teleki Téka alapítója

## Külső hivatkozások
- A Marosvásárhelyi Református Temető – Marosvásárhelyi Református Egyházközség Kuratóriumának kiadványa